# Gimnàstica als Jocs Olímpics d'estiu de 2016
Als Jocs Olímpics d'Estiu de 2016, celebrats a la ciutat de Rio de Janeiro (Brasil), es disputaren 18 proves de gimnàstica, 14 en gimnàstica artística (vuit proves en categoria masculina i sis en categoria femenina), 2 en gimnàstica rítmica (ambdues en categoria femenina) i 2 en trampolí (una en categoria masculina i una altra en femenina).

## Calendari
| Q | Qualificació | F | Final |

| Prova↓/Data →                      | Ds 6 | Dg 7 | Dl 8 | Dm 9 | Dc 10 | Dj 11 | Ds 14 | Dl 15 | Dm 16 |
| ---------------------------------- | ---- | ---- | ---- | ---- | ----- | ----- | ----- | ----- | ----- |
| Concurs complet individual masculí | Q    |      |      |      | F     |       |       |       |       |
| Concurs complet per equips         | Q    |      | F    |      |       |       |       |       |       |
| Salt sobre cavall                  | Q    |      |      |      |       |       |       | F     |       |
| Exercici de terra                  | Q    |      |      |      |       |       | F     |       |       |
| Cavall amb arcs                    | Q    |      |      |      |       |       | F     |       |       |
| Anelles                            | Q    |      |      |      |       |       |       | F     |       |
| Barres paral·leles                 | Q    |      |      |      |       |       |       |       | F     |
| Barra fixa                         | Q    |      |      |      |       |       |       |       | F     |
| Concurs complet individual masculí |      | Q    |      |      |       | F     |       |       |       |
| Concurs complet per equips         |      | Q    |      | F    |       |       |       |       |       |
| Salt sobre cavall                  |      | Q    |      |      |       |       | F     |       |       |
| Barra d'equilibris                 |      | Q    |      |      |       |       |       | F     |       |
| Barres asimètriques                |      | Q    |      |      |       |       | F     |       |       |
| Exercici de terra                  |      | Q    |      |      |       |       |       |       | F     |

| Prova↓/Data →              | Dv 19 | Ds 20 | Dg 21 |
| -------------------------- | ----- | ----- | ----- |
| Concurs complet individual | Q     | F     |       |
| Concurs complet per equips |       | Q     | F     |

| Prova↓/Data →       | Dv 12 | Dv 12 | Ds 13 | Ds 13 |
| ------------------- | ----- | ----- | ----- | ----- |
| Categoria masculina | Q     | F     |       |       |
| Categoria femenina  |       |       | Q     | F     |

## Resum de medalles

### Gimnàstica artística
La competició es dugué a terme entre els dies 6 i 16 d'agost de 2016 a les instal·lacions del HSBC Arena.

#### Categoria masculina
| Prova                              | Or                                                                              | Argent                                                                                          | Bronze                                                                         |
| Concurs complet individual Detalls | Kōhei Uchimura (JPN)                                                            | Oleg Vernyayev (UKR)                                                                            | Max Whitlock (GBR)                                                             |
| Concurs complet per equips Detalls | JapóKenzō Shirai · Yusuke Tanaka · Koji Yamamuro · Kōhei Uchimura · Ryōhei Katō | RússiaDenis Ablyazin · David Belyavskiy · Ivan Stretovich · Nikolai Kuksenkov · Nikita Nagornyy | R.P. de la XinaDeng Shudi · Lin Chaopan · Liu Yang · You Hao · Zhang Chenglong |
| Exercici de terra Detalls          | Max Whitlock (GBR)                                                              | Diego Hypólito (BRA)                                                                            | Arthur Mariano (BRA)                                                           |
| Barra fixa Detalls                 | Fabian Hambüchen (GER)                                                          | Danell Leyva (USA)                                                                              | Nile Wilson (GBR)                                                              |
| Barres paral·leles Detalls         | Oleg Vernyayev (UKR)                                                            | Danell Leyva (USA)                                                                              | David Belyavskiy (RUS)                                                         |
| Cavall amb arcs Detalls            | Max Whitlock (GBR)                                                              | Louis Smith (GBR)                                                                               | Alexander Naddour (USA)                                                        |
| Anelles Detalls                    | Eleftherios Petrounias (GRE)                                                    | Arthur Zanetti (BRA)                                                                            | Denis Ablyazin (RUS)                                                           |
| Salt sobre cavall Detalls          | Ri Se-Gwang (PRK)                                                               | Denis Ablyazin (RUS)                                                                            | Kenzō Shirai (JPN)                                                             |

#### Categoria femenina
| Prova                              | Or                                                                                              | Argent                                                                                           | Bronze                                                                      |
| Concurs complet individual Detalls | Simone Biles (USA)                                                                              | Aly Raisman (USA)                                                                                | Alia Mustafina (RUS)                                                        |
| Concurs complet per equips Detalls | Estats Units Simone Biles · Gabrielle Douglas · Laurie Hernandez · Madison Kocian · Aly Raisman | Rússia Anguelina Mélnikova · Alia Mustafina · Maria Paseka · Daria Spiridonova · Seda Tutkhalyan | R.P. de la Xina Fan Yilin · Mao Yi · Shang Chunsong · Tan Jiaxin · Wang Yan |
| Exercici de terra Detalls          | Simone Biles (USA)                                                                              | Aly Raisman (USA)                                                                                | Amy Tinkler (GBR)                                                           |
| Barra d'equilibris Detalls         | Sanne Wevers (NED)                                                                              | Laurie Hernandez (USA)                                                                           | Simone Biles (USA)                                                          |
| Barres asimètriques Detalls        | Alia Mustafina (RUS)                                                                            | Madison Kocian (USA)                                                                             | Sophie Scheder (GER)                                                        |
| Salt sobre cavall Detalls          | Simone Biles (USA)                                                                              | Maria Paseka (RUS)                                                                               | Giulia Steingruber (SUI)                                                    |

### Gimnàstica rítmica
La competició es dugué a terme entre els dies 19 i el 21 d'agost de 2016 a les instal·lacions del HSBC Arena.
| Prova                              | Or | Argent                                                                                      | Bronze |
| Concurs complet individual Detalls | Margarita Mamun (RUS)                                                                                    | Yana Kudryavtseva (RUS)                                                                     | Ganna Rizatdinova (UKR)                                                                                                |
| Concurs complet per equip Detalls  | RússiaVera Biriukova · Anastasia Bliznyuk · Anastasia Maksimova · Anastasiia Tatareva · Maria Tolkacheva | EspanyaSandra Aguilar · Artemi Gavezou · Elena López · Lourdes Mohedano · Alejandra Quereda | BulgàriaReneta Kamberova · Lyubomira Kazanova · Mihaela Maevska-Velichkova · Tsvetelina Naydenova · Hristiana Todorova |

### Gimnàstica en trampolí
La competició es dugué a terme entre els dies 12 i 13 d'agost de 2016 a les instal·lacions del HSBC Arena.

#### Categoria masculina
| Prova            | Or                         | Plata           | Bronze        |
| Trampolí Detalls | Uladzislau Hancharou (BLR) | Dong Dong (CHN) | Lei Gao (CHN) |

#### Categoria femenina
| Prova            | Or                    | Plata             | Bronze       |
| Trampolí Detalls | Rosie MacLennan (CAN) | Bryony Page (GBR) | Li Dan (CHN) |

## Medaller
| Posició | País            | Or | Plata | Bronze | Total |
| 1       | Estats Units    | 4  | 6     | 2      | 12    |
| 2       | Rússia          | 3  | 5     | 3      | 10    |
| 3       | Regne Unit      | 2  | 2     | 3      | 7     |
| 4       | Japó            | 2  | 0     | 1      | 3     |
| 5       | Ucraïna         | 1  | 1     | 1      | 3     |
| 6       | Alemanya        | 1  | 0     | 1      | 2     |
| 7       | Belarús         | 1  | 0     | 0      | 1     |
| 7       | Canadà          | 1  | 0     | 0      | 1     |
| 7       | Corea del Nord  | 1  | 0     | 0      | 1     |
| 7       | Grècia          | 1  | 0     | 0      | 1     |
| 7       | Països Baixos   | 1  | 0     | 0      | 1     |
| 12      | Brasil          | 0  | 2     | 1      | 3     |
| 13      | R.P. de la Xina | 0  | 1     | 4      | 5     |
| 14      | Espanya         | 0  | 1     | 0      | 1     |
| 15      | Suïssa          | 0  | 0     | 1      | 1     |
| 15      | Bulgària        | 0  | 0     | 1      | 1     |
| Total   | Total           | 18 | 18    | 18     | 54    |